# Hibbertia aspera
Hibbertia aspera är en tvåhjärtbladig växtart. Hibbertia aspera ingår i släktet Hibbertia och familjen Dilleniaceae.

## Underarter
Arten delas in i följande underarter:
- H. a. aspera
- H. a. pilosifolia

## Bildgalleri

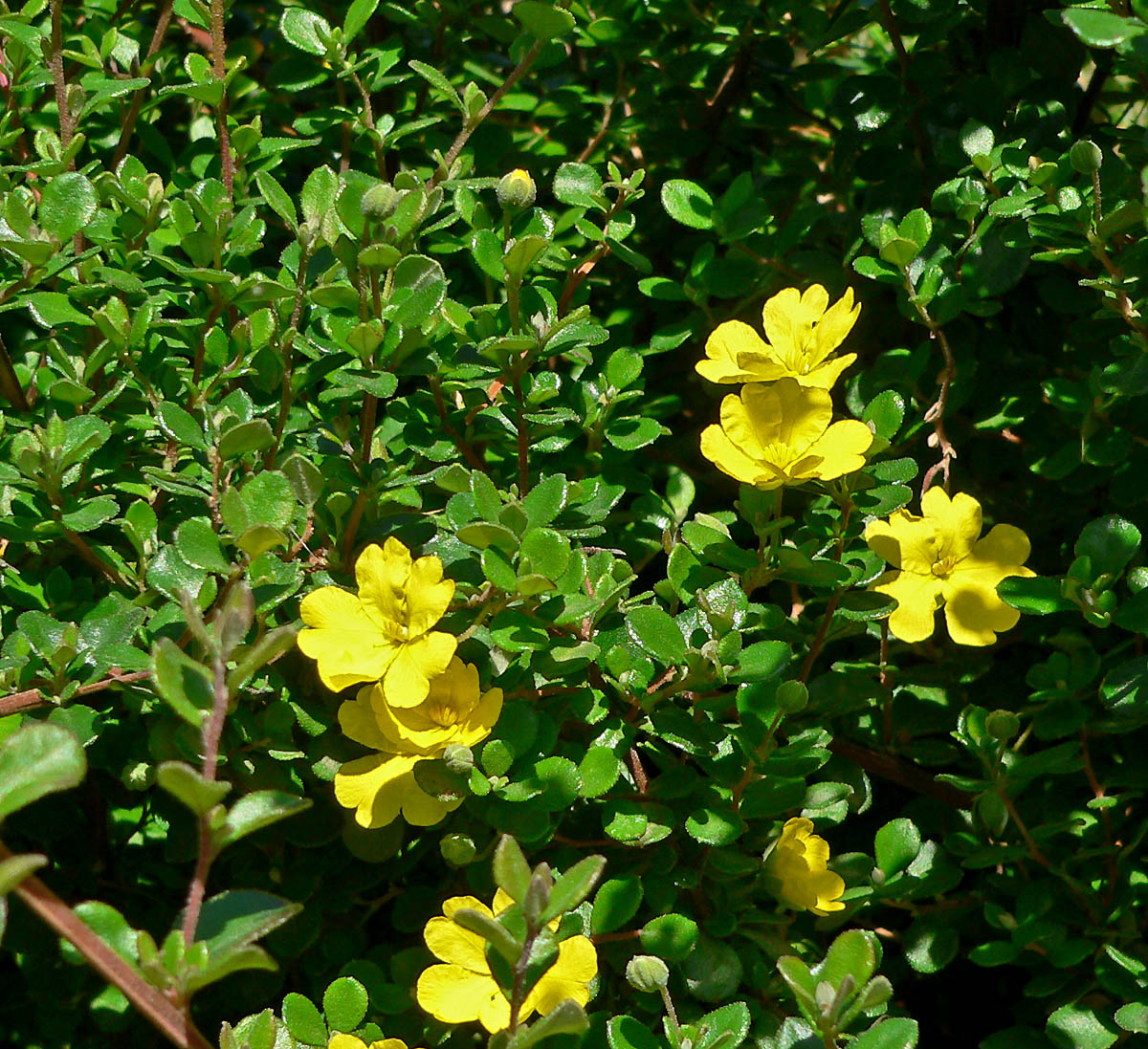
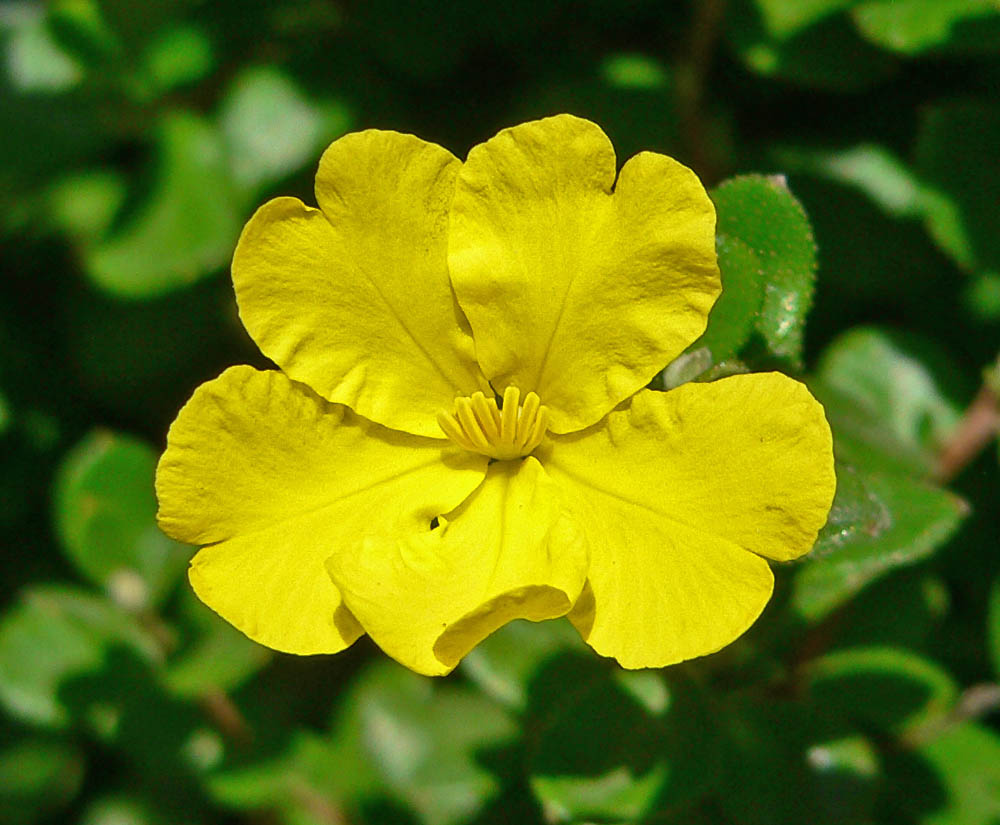